# Сан-Луис-Акатлан
Сан-Луис-Акатлан (исп. San Luis Acatlán) — посёлок и административный центр одноимённого муниципалитета в мексиканском штате Герреро. Численность населения, по данным переписи 2010 года, составила 8 276 человек.

## Топонимика
Название посёлка составное: Сан-Луис дано в честь Людовика IX, а Acatlán с языка науатль можно перевести как тростниковое место.